# Serropalpus coxalis
Serropalpus coxalis is een keversoort uit de familie zwamspartelkevers (Melandryidae). De wetenschappelijke naam van de soort werd in 1939 gepubliceerd door Mank.